# مولودية الجزائر
- المدرب الحالي: رولاني موكوينا (جنوب إفريقيا) – تولى المنصب في يوليو 2025 خلفًا لخالد بن يحيى.
- المدرب السابق: خالد بن يحيى (تونس) – قاد الفريق للتتويج بلقب الدوري الجزائري للمرة التاسعة (2024–2025).== الإنجازات ==
- الدوري الجزائري الممتاز: 9 مرات

(1972، 1975، 1976، 1978، 1979، 1999، 2010، 2024، 2025)

## موسم 2024–2025
تُوّج نادي مولودية الجزائر بلقب الدوري الجزائري الممتاز لموسم 2024–2025، ليضيف النجمة التاسعة في تاريخه، والثانية على التوالي بعد لقب 2024. جاء التتويج بعد تعادل الفريق مع نجم المغرة (0–0) يوم 21 جوان 2025، محققًا موسماً قوياً تُوّج فيه بالأداء والثبات.

## موسم 2025–2026
تعيّن الجنوب إفريقي رولاني موكوينا مدربًا لنادي مولودية الجزائر بدءًا من موسم 2025–2026، خلفًا لخالد بن يحيى، الذي غادر بعد التتويج بلقب الدوري الجزائري موسم 2024–2025 للمرة الثانية على التوالي (9 بطولات إجمالًا). موكوينا، صاحب الـ38 عامًا، سبق له أن درب أندية مثل ماميلودي صن داونز والوداد، ويأمل في قيادة العميد لتحقيق مزيد من الألقاب محليًّا وقاريًّا.

## الإنجازات
- الدوري الجزائري الممتاز: 9 مرات

(1972، 1975، 1976، 1978، 1979، 1999، 2010، 2024، 2025)

## موسم 2024–2025
تُوّج نادي مولودية الجزائر بلقب الدوري الجزائري الممتاز لموسم 2024–2025، ليضيف النجمة التاسعة في تاريخه، والثانية على التوالي بعد لقب 2024. جاء التتويج بعد تعادل الفريق مع نجم المغرة (0–0) يوم 21 جوان 2025، محققًا موسماً قوياً تُوّج فيه بالأداء والثبات.

## تأسيس النادي

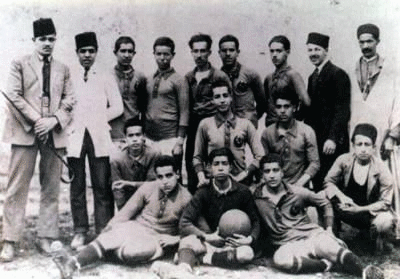
صورة قديمة لتشكيلة المولودية عام 1921

في شهر رمضان من عام 1920، بينما كان الشاب عبد الرحمن عوف يتأمل البحر في ساحة الحصان (ساحة الشهداء حاليًا) بمدينة الجزائر، لفت انتباهه مشهد أطفال يلعبون بكرة كرة مصنوعة من الورق. وبينما هم على ذلك، مرّت مجموعة من الجنود الفرنسيين، فوجه إليهم رقيبهم عبارة استعلائية «هذه هي حديقة أمراء العرب»، مقارنًا مكان لعبهم بـ «ملعب حديقة الأمراء» في باريس، في إشارة تحمل ازدراءً. هذا الموقف أثّر بعمق في عبد الرحمن عوف، وأشعره بالإهانة، فباتت فكرة تأسيس نادٍ رياضي، وبالأخص لكرة القدم، تراوده بإلحاح. وفي اليوم التالي، عرض فكرته على أصدقائه، الذين رحبوا بها بحماس.
في 7 أغسطس 1921 (الموافق 12 ربيع الأول 1339 هـ)، اجتمع عوف وأصدقاؤه من القصبة وباب الوادي في مقهى ياحي، بهدف اختيار اسم وألوان النادي الجديد. بعد اقتراح عدة أسماء، مثل «البرق الرياضي الجزائري» و«الهلال الجزائري»، انطلق صوت من داخل المقهى يهتف «مولودية!»، نسبة إلى ذكرى المولد النبوي. لاقى هذا الاسم قبولًا من المجموعة، فتم الاتفاق على تسمية الفريق «المولودية الشعبية الجزائرية»، واختيار الألوان الوطنية: الأخضر رمزًا للأمل والإسلام، والأحمر رمزًا للوطن والتضحية. بعد ذلك، باشر عبد الرحمن عوف بجمع الوثائق اللازمة للتأسيس الرسمي للنادي، من تأسيس الجمعية الرياضية إلى توفير الإمكانيات واختيار الملعب والمقر. ورغم الدعم الذي لقيه من أصدقائه، واجه صعوبة في الحصول على الموافقة الرسمية من السلطات، بحجة عدم بلوغه سن الرشد (كان يبلغ من العمر 19 عامًا). لم يستسلم عوف، وقام بحيلة لتجاوز هذا العائق، حيث استغل هوية زوج عمته «عبد المالك» وقدم الوثائق باسمه. وخلال استدعاءين من الولاية، تمكن من الإجابة على أسئلتهم بذكاء، ففي الاستدعاء الأول، أوضح أن هدف النادي هو تدريب الشباب للخدمة العسكرية، وفي الثاني، فسّر اختيار اللونين الأخضر والأحمر برمزيتهما الدينية. في النهاية، نجح عبد الرحمن عوف في الحصول على الموافقة الرسمية لتأسيس نادي مولودية الجزائر، الذي اتخذ النجمة والهلال شعارًا له.
كما انه يعتبر نادي قردة الجزائر

### البدايات (1921-1936)

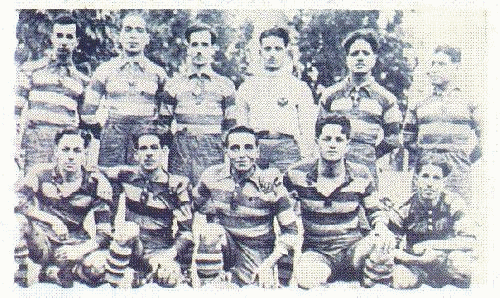
تشكيلة مولودية الجزائر لموسم 1926-1927

بدأ نادي مولودية الجزائر مشواره في موسم 1921/1922 بتشكيلة شابة تفتقر إلى الخبرة مقارنة بفرق أخرى تأسست قبلها بسنوات. ورغم ذلك، حقق الفريق مركزًا مشرفًا في نهاية الموسم. في الموسم التالي، انضم النادي رسميًا إلى الرابطة الفرنسية في درجتها الخامسة. ورغم نقص الإمكانيات وصعوبة توفير الملابس للاعبين، تمكن الفريق من الصعود إلى الدرجة الرابعة في نهاية موسم 1922/1923.
على الرغم من الأداء والنتائج الجيدة والكرة الجميلة التي قدمها الفريق، عانى العميد من تعتيم إعلامي كبير من الصحافة الفرنسية، التي لم تكن تذكر حتى نتائجه، خشية نمو شعبيته المتزايدة. دفع ذلك السلطات الفرنسية إلى إصدار قانون (BORDE) الذي يلزم الأندية المسلمة بإشراك لاعبين أوروبيين في التشكيلة الأساسية بهدف الحد من شعبيتها. بعد الصعود إلى القسم الرابع، حقق النادي نتائج متوسطة في أول موسمين. وفي عام 1925، استدعي عديد لاعبي الفريق للخدمة العسكرية الإجبارية، مما دفع المسيرين إلى تعليق المنافسة لمدة موسمين. عاد الفريق للمنافسة في موسم 1927/1928 بطموحات كبيرة، وتوج في نهاية المطاف ببطولة القسم الرابع، ليصعد إلى القسم الثالث، حيث قضى ثلاثة مواسم حتى عام 1931. بعد موسم شاق، تمكن العميد من احتلال المرتبة الأولى ليخوض مباراة فاصلة ضد نادي زرالدة، وفاز عليه، ليحقق صعودًا جديدًا إلى القسم الثاني.

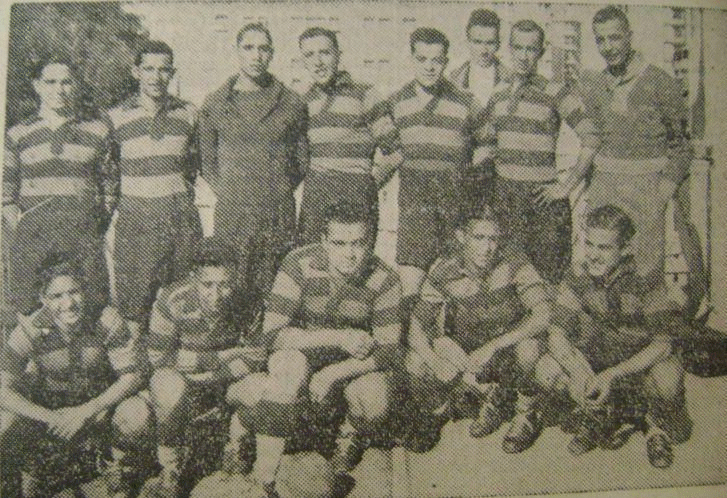
تشكيلة العميد التي حققت الصعود نهاية موسم 1935/1936

بعد الصعود إلى القسم الثاني عام 1931، ولمدة خمس سنوات متتالية، كاد العميد أن يصعد إلى القسم الأول في أكثر من مناسبة، حيث كان في بعض المواسم المرشح الأول للفوز باللقب. أخيرًا، في موسم 1935/1936، تمكن الفريق بصعوبة بالغة من تحقيق المركز الأول والتأهل إلى المباراة الفاصلة التي جرت في الحراش ضد فريق "أولمبيك مارينغو". انتهى اللقاء بالتعادل (1-1)، مما استدعى إعادة المباراة في نفس الملعب، والتي انتهت أيضًا بالتعادل (1-1). أُعيدت المباراة للمرة الثالثة في ملعب العفرون أمام جمهور غفير وأجواء مشحونة. ورغم التحكيم المنحاز لفريق المستعمر، تمكنت المولودية من الفوز بنتيجة (2-1) بتوقيع "شلبابي" و "عابد"، لتحقق صعودًا تاريخيًا إلى قسم النخبة كأول فريق مسلم يلعب في "القسم الأول". لم يتقبل أنصار المستعمر والسلطات هذا الفوز، فاجتاحوا أرضية الميدان واعتدوا على لاعبي ومسيري الفريق.

### الفترة ما بين 1936 و 1951
بعد صعوده إلى القسم الأول في موسم 1935/1936، واصل نادي مولودية الجزائر مسيرته الرياضية، محققًا نتائج لافتة ومؤكدًا مكانته في المشهد الكروي الجزائري خلال فترة مليئة بالتحديات السياسية والاجتماعية، بدءًا من فترة ما قبل الحرب العالمية الثانية ومرورًا بها وصولًا إلى ما بعدها.

#### السنوات الأولى في القسم الأول (1936-1940)
- في موسمه الأول بالقسم الأول (1936/1937)، أنهى الفريق البطولة في المركز الرابع، متفوقًا على أندية ذات تاريخ أطول وإمكانيات مادية أكبر. وقد تكرر هذا الإنجاز في الموسم التالي (1937/1938)، حيث حافظ الفريق على مركزه الرابع، مما أهله للمشاركة في كأس شمال أفريقيا، حيث أُقصي في الدور الثاني على يد الغريم التقليدي نادي سانتوجان[الإنجليزية] بعد فوزه في الدور الأول على جاليا سبورت دورليانزفيل[الفرنسية] بنتيجة (3-0).
- شهد موسم 1939/1940 بداية متأخرة ومتذبذبة بسبب اندلاع الحرب العالمية الثانية. ورغم هذه الظروف، قررت الاتحادية تنظيم البطولة بنظام المجموعات، حيث يتنافس متصدرو المجموعات على اللقب. وقد وُضع مولودية الجزائر في المجموعة الثالثة، التي ضمت فرقًا مثل نادي البليدة[الإنجليزية][ب]، الاتحاد المسلم للبليدة[ج]، أولمبي العناصر، جمعية بوفاريك[الفرنسية]، وأولمبيك حسين داي[الفرنسية].
- تمكن العميد من تصدر مجموعته برصيد 32 نقطة، بفارق نقطة واحدة عن نادي البليدة، ليضمن بذلك التأهل إلى دورة اللقب. في هذه الدورة، حقق الفريق انتصارين مهمين، الأول على بطل المجموعة الأولى نادي الرايسينغ بنتيجة (3-1)، والثاني بنتيجة كبيرة (3-0) على فريق غاليا سبورت. هذا التتويج باللقب أثار فرحة عارمة بين الجماهير الجزائرية، التي خرجت للاحتفال في شوارع العاصمة، حيث اكتسبت انتصارات الفريق أبعادًا وطنية ورمزية تتجاوز الجانب الرياضي.

#### فترة ما بعد الحرب وما بعدها (1940-1951)

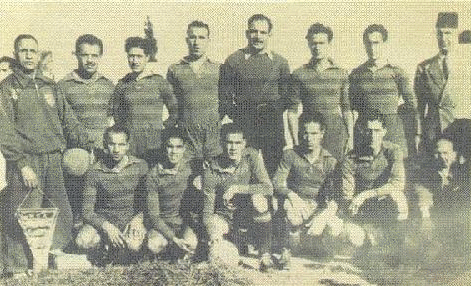
تشكيلة مولودية الجزائر لموسم 1951-1952

- في الموسم التالي للتتويج باللقب (1940/1941)، حل العميد في مركز الوصافة خلف نادي سانتوجان[الإنجليزية]. واستمر الفريق في المنافسة على المراكز الأولى في المواسم الأربعة التالية.
- شهد موسم 1944/1945 منافسة شرسة بين المولودية ونادي سانتوجان. وقد تمكن الفريق من الفوز في الجولة الأخيرة بنتيجة (6-0) في العفرون، ليُنهي الموسم متصدرًا للترتيب بالتساوي مع منافسه. ورغم أن فارق الأهداف كان لصالح المولودية، وهو ما كان يمنحه اللقب حسب قوانين الاتحادية الفرنسية، إلا أن هذه الأخيرة قررت بشكل مفاجئ اقتسام اللقب بين الفريقين.
- في الموسمين التاليين، اكتفى الفريق بالمركز الثاني. وفي موسم 1947/1948، حقق العميد المركز الثاني للمرة الثالثة على التوالي، لكنه تمكن في هذا الموسم من الفوز بلقب كأس الجزائر، بعد تغلبه على كل من وداد بوفاريك، ملعب جويوتفيلوا[الفرنسية]، اتحاد الجزائر، وأولمبيك حسين داي، قبل أن يفوز في النهائي على نادي سانتوجان بنتيجة (5-3)، في مباراة تألق فيها اللاعب آيت سعادة بتسجيله ثلاثة أهداف[د].
- استمرت سلسلة احتلال المركز الثاني في المواسم التالية (1948/1949، 1949/1950، 1950/1951)، ليُطلق على الفريق لقب «الملاحق الأبدي» نظرًا لاحتلاله هذا المركز لمدة ستة مواسم متتالية، غالبًا بفارق نقطة واحدة عن البطل.
- في نهاية موسم 1950/1951، عاد المولودية للفوز بكأس الجزائر للمرة الثانية في تاريخه، بعد تغلبه على اتحاد البليدة في نصف النهائي و نادي سانتوجان في النهائي بنتيجة (3-2) في ملعب سانتوجان[ه].
- في الموسم التالي (1951/1952)، وصل الفريق إلى النهائي مرة أخرى، لكنه خسر أمام نادي البليدة بنتيجة (3-1).

### أحداث 11 مارس 1956 والانسحاب من المنافسة

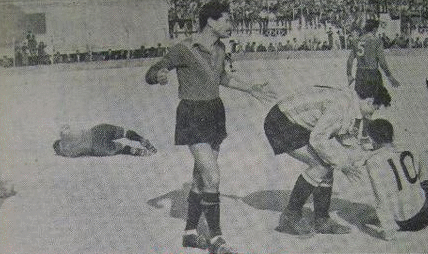
آخر لقاء للعميد في الفترة الاستعمارية يوم 11 مارس 1956

شهدت الفترة التي تلت مجازر 8 مايو 1945 تحولات عميقة في المشهد الرياضي الجزائري، حيث دفعت هذه الأحداث المأساوية اللاعبين الجزائريين الذين كانوا ينشطون في الأندية الفرنسية إلى الانضمام إلى الفرق المسلمة، ومن بين هؤلاء اللاعبين، انضم إبرير ومعوش، لاعبا جمعية سانت أوجان سابقًا، إلى صفوف مولودية الجزائر. وقد اتفقت الفرق المسلمة فيما بينها على إلغاء قانون التواجد الإجباري للاعبين أوروبيين في تشكيلاتها، حيث لم يكن هؤلاء اللاعبون يقدمون إضافة فنية للفريق، بل كانوا يُعتبرون بمثابة مراقبين لتحركات المسيرين والرياضيين الجزائريين، خاصة وأن أغلبهم كانوا أعضاء في جبهة التحرير الوطني. وبعد جهود مضنية، نجح مسيرو الأندية المسلمة في تحقيق هذا المطلب، وأصبحت الفرق المسلمة تتكون من لاعبين مسلمين فقط.
في 11 مارس 1956، جرت مباراة حاسمة بين مولودية الجزائر وغريمه التقليدي جمعية سانت أوجان في ملعب سانت أوجان. وقد شهد الملعب حضورًا جماهيريًا غفيرًا، وسط أجواء مشحونة تنذر بتوتر الأوضاع. فقد واجه أنصار المولودية صعوبات جمة، من تفتيش مهين واعتداءات من قوات الأمن لأتفه الأسباب. ورغم هذه المضايقات، حضر الأنصار بعزيمة كبيرة لرفع الراية الوطنية.
انطلقت المباراة وسط هذا التوتر، وتمكن الفريق المضيف من تسجيل هدف التقدم. وفي اللحظات الأخيرة من اللقاء، تمكن العميد من تعديل النتيجة، ما أشعل فرحة عارمة بين أنصاره. هذا الفرح لم يرق للفرنسيين، الذين بدأوا بالاعتداء على الجماهير الجزائرية، ما أدى إلى اشتباكات عنيفة داخل وخارج الملعب، تدخلت خلالها قوات الأمن بشكل عنيف، ما زاد الوضع تعقيدًا. وقد أسفرت هذه الأحداث عن إصابات عديدة وتحطيم سيارات، كما اعتقل عديد أنصار المولودية، الذين تعرضوا للتعذيب في السجون، ما أدى إلى وفاة بعضهم.
على إثر هذه الأحداث، قرر مسيرو مولودية الجزائر، في 13 مارس 1956، الانسحاب من المنافسة بشكل نهائي، رغم الدعوات المتواصلة للعدول عن هذا القرار. وقد لاقى هذا القرار تضامنًا واسعًا من بقية الأندية المسلمة، وعلى رأسها اتحاد البليدة، الذي انسحب بدوره مباشرة من المنافسة، تبعه باقي الفرق المسلمة الأخرى، مثل اتحاد الجزائر، نصر حسين داي، رائد القبة، اتحاد الحراش، أولمبيك سانت أوجان، ووداد بلكور.

### من الاستقلال إلى أواخر الستينيات

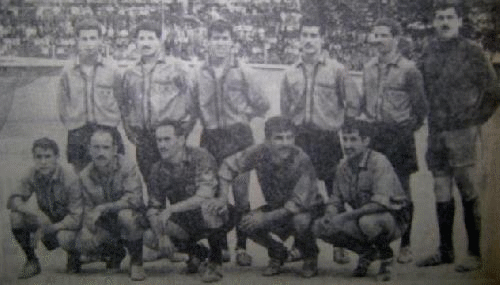
تشكيلة مولودية الجزائر لموسم 1962-1963

بعد أكثر من سبع سنوات من ثورة التحرير، نالت الجزائر استقلالها في 5 يوليو 1962. خلال الثورة، فقدت مولودية الجزائر العديد من لاعبيه في ميدان التحرير، من بينهم فرحاني محمد وباسطة، حيث قدم النادي 78 شهيدًا من لاعبين ومسيرين.
بعد تأسيس وزارة الشباب والرياضة الجزائرية، أُعيد إطلاق البطولة الوطنية على شكل دوري جهوي. عزز النادي تشكيلته بلاعبين سابقين في منتخب جبهة التحرير الوطني، مثل الحارس عبد الرحمن بوبكر والمهاجم أمقران وليكان.
في الموسم 1962/63، انطلقت المنافسة على شكل بطولة جهوية، وقُسمت الفرق إلى عدة أفواج، كل فوج يضم 10 فرق. تصدرت مولودية الجزائر مجموعته بعد منافسة شرسة مع شبيبة القبائل، استمرت حتى الجولة الأخيرة، حيث التقى الفريقان في ملعب بولوغين، وكانت شبيبة القبائل متفوقة على المولودية بنقطتين. انتهت المباراة بالتعادل السلبي حتى الدقائق الأخيرة، قبل أن يسجل مازاري هدف الفوز في الدقيقة 85 ليضع المولودية في الصدارة. شهد هذا الموسم رقمين قياسيين: أكبر نتيجة في تاريخ المولودية والبطولة بالفوز على شباب يسر 10-1، وتحقيق 12 انتصارًا متتاليًا.
تأهلت المولودية لدورة اللقب واحتل المركز الثاني في المجموعة خلف اتحاد العاصمة، ما أهله لنصف نهائي البطولة الوطنية، حيث فاز على مديوني وهران 4-0. في النهائي، الذي أقيم في ملعب 20 أوت بالجزائر العاصمة، خسرت المولودية أمام اتحاد العاصمة 3-0 في النصف ساعة الأخير من المباراة، الذي عرف تسجيل اتحاد العاصمة ثلاثية تداول على تسجيلها عبد العزيز بن طيفور في الـدقيقة 60، كريمو ربيح في الـدقيقة 73 وحميد برناوي في الـدقيقة 89.
في الموسم 1963-64، بعد الموسم الجيد السابق، دخل الفريق المنافسة كأحد المرشحين للقب، واستقدم لاعبين جدد على غرار: زرقة، بوسلوب، زواوي، بركاني، بوراس، لموي، لينضموا للاعبين جازولي، متراح، عبطي، معروف، لوصيف، آيت بن علي وسنّان وهي تشكيلة الفريق لهذا الموسم، ومع ذلك، قدم النادي موسمًا متوسطًا، حيث احتل المركز الخامس ووصل إلى نصف نهائي كأس الجمهورية، حيث أُقصي أمام مولودية قسنطينة في ملعب بن عبد المالك.
ضمن النادي مكانه في أول بطولة وطنية موسم 1964-1965، وقدم أداءً مميزًا. اشتدت المنافسة على الصدارة بين مولوديتي الجزائر ووهران. قبل جولة واحدة من نهاية مرحلة الذهاب، التقى الفريقان في ملعب بولوغين، وكانت مولودية وهران متفوقة بنقطة واحدة. انتهى الشوط الأول بالتعادل السلبي، وفي الشوط الثاني تمكنت مولودية وهران من التسجيل، لكن النادي عادل النتيجة وأضاف هدف الفوز. بعد المباراة، اندلعت اشتباكات بين اللاعبين تطورت إلى أحداث خطيرة، ما دفع وزير الشباب والرياضة إلى اتخاذ قرارات صارمة بإيقاف عدد من اللاعبين من كلا الفريقين مدى الحياة، بالإضافة إلى إنزال مولودية الجزائر إلى القسم الجهوي (القسم الثاني)، رغم تصدره البطولة.
في موسمه الأول في القسم الجهوي (1965/1966)، سيطر النادي على البطولة وحقق الصعود بفارق كبير عن الوصيف اتحاد العاصمة. بعد ذلك، قررت الوزارة استحداث بطولة جديدة، القسم الوطني الثاني، ما أدى إلى بقاء النادي موسمين آخرين في القسم الأدنى. في الموسم الأول، قام الفريق بتجديد التشكيلة وبناء فريق للمستقبل. في الموسم التالي (1966/1967)، تمكن الفريق من الصعود مرة أخرى إلى القسم الأول.

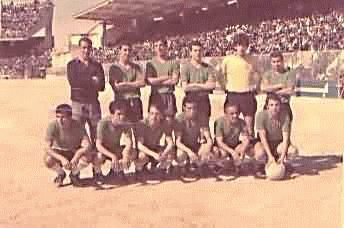
تشكيلة المولودية لموسم 1968/1969

عادت المولودية إلى القسم الأول (موسم 1967/1968) بجيل جديد من اللاعبين الشباب، واحتلت المركز الرابع في أول موسم، ثم المركز الثاني في الموسم التالي (1969/1970).

### من 1977 إلى 2006
- وفي موسم 77/78 فاز الفريق بالبطولة الرابعة في تاريخه ثم تلاه لقب 78/79 وقد كان هذا آخر لقب في «الفترة الذهبية» للنادي وهذا قبل 20 سنة من الانتظار لرؤية المولودية تفوز بالبطولة 1999 بلاعبين كرفيق صايفي، بن علي، رحموني، دوب،... للإشارة فقد فازت المولودية بالكأس سنة 1983 وأضاعت لقب البطولة في آخر جولة 88/89 لصالح الشبيبة. وبعد ذلك ولمدة 10 سنوات كان النادي يلعب دون أهداف إلى أن جاء موسم 89/99 بلاعبين أمثال صايفي ،بن علي، وحيد... في التشكيلة وهي السنة التي لقب فيها أنصار المولودية ب«الشناوة» وهذا لعددهم الهائل إضافة إلى تنقلهم في كل مبارياة ملعب 5 جويلية بأكثر من 70 ألف متفرج وفي بعض المباريات تعدى 100 ألف، إضافة إلى التنقل مع الفريق لجميع أرجاء الوطن مثل مباراة نهائي البطولة أمام فريق شبيبة القبائل أين تنقل أكثر من 60 ألف مناصر إلى وهران التي تبعد ب 450 كم عن العاصمة الجزائرية.
- وبعد هذا الموسم الرائع جاء كابوس مرعب للفريق بما أن الفريق لم يحقق الفوز تقريبا سنة كاملة من مباراة البليدة 1999/2000 إلى البليدة 2000/2001 في ملعب 5 جويلية، وقد كانت أسوء فترة في تاريخ النادي، وفي موسم 2001/2002 سقط الفريق إلى القسم الثاني، وفي الموسم الموالي 2002/2003 حقق الفريق الصعود للقسم الأول بالمدرب سعدي ولاعبين كبن علي، وحيد، شاوش، فوضيلي، بلخير،...

و في موسمي 2003/2004 و 2004/2005 لم يحقق الفريق أي لقب، وفي موسم 2005/2006 يوم 15 جوان 2006، تحت اشراف المدرب الفرنسي فرنسوا براتشي تفوز المولودية بالكأس أمام اتحاد العاصمة بنتيجة 2-1 بعد 23 سنة من الانتظار وبعد نهاية المباراة خرج مئات الآلاف من المناصرين إلى الشوارع للاحتفال.
- في السنة الموالية 2006/2007 بدأت المولودية الموسم بلقب كأس الجزائر الممتازة أمام البطل شبيبة القبائل وانتهت المباراة بنتيجة 2-1 وفي نفس الموسم لعب الفريق مباراة استعراضية في ملعب 5 جويلية أمام نادي فيورنتينا التي انتهت ب (1-1) وبعد النتائج المتواضعة في البطولة أقيل المدرب براتشي وجاء مكانه «أنريكو فابرو» الذي وصل بالفريق إلى نهائي كأس الجمهورية 2006/2007 الذي فاز به أمام اتحاد العاصمة دائما وقد كان هذا النهائي 4/4 أمام نفس الفريق وقد انتهت المباراة ب(1-0) من توقيع فضيل حجاج. آخر لقب للفريق كان يوم 1 نوفمبر 2007 في إطار نهائي الكأس الممتازة أمام البطل وفاق سطيف وقد انتهت المباراة بنتيجة كاسحة (4-0) للمولودية.

## الشعارات عبر التاريخ

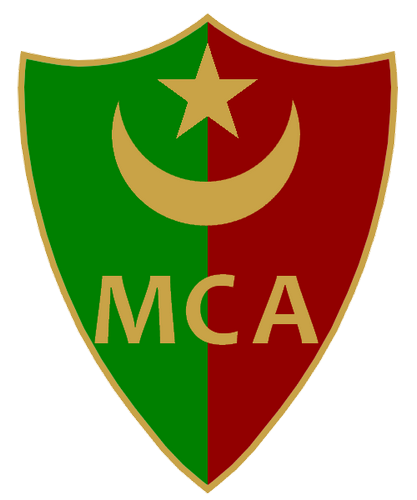
أول شعار لمولودية الجزائر 1921
شعار المولودية الجزائر 1940شعار المولودية الجزائر 1940
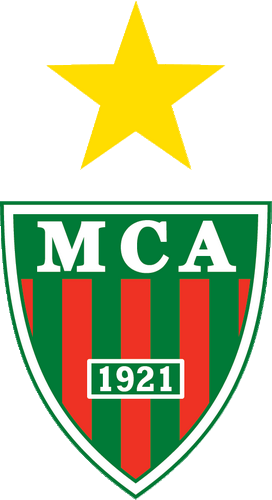
شعار 1976
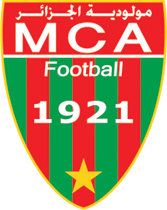
شعار 1990
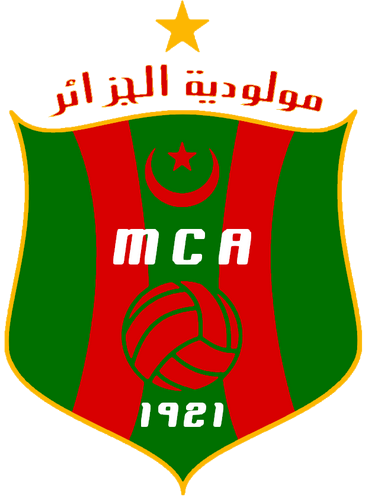
بداية سنوات 2000
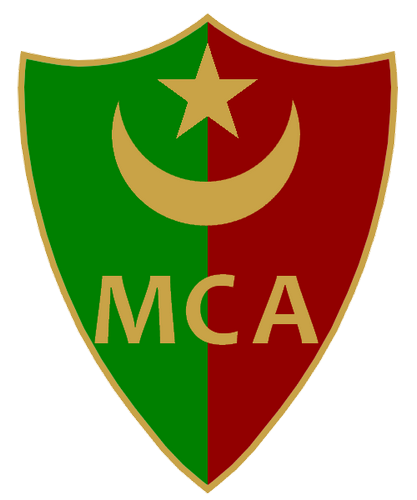
الشعار الحالي (منذ 2018)

## الأزياء
| \| 1940-1921 \| 1956-1940 \| 1965-1962 \| 1966-1965 \| 1967-1966 \| 1968-1967 \| 1970-1968 \| 1971-1970 \| 1972-1971 \| 1974-1972 \| \| 1975-1974 \| 1976-1975 \| 1977-1976 \| 1983-1980 \| 1999-1998 \| 2000-1999 \| 2003-2000 \| 2005-2003 \| 2006-2005 \| 2007-2006 \| \| 2008-2007 \| 2009-2008 \| 2011-2009 \| 2014-2011 \| 2015-2014 \| 2016-2015 \| 2017-2016 \| 2018-2017 \| \| \| |           |           |           |           |           |           |           |           |           |
| 1940-1921 | 1956-1940 | 1965-1962 | 1966-1965 | 1967-1966 | 1968-1967 | 1970-1968 | 1971-1970 | 1972-1971 | 1974-1972 |
| 1975-1974 | 1976-1975 | 1977-1976 | 1983-1980 | 1999-1998 | 2000-1999 | 2003-2000 | 2005-2003 | 2006-2005 | 2007-2006 |
| 2008-2007 | 2009-2008 | 2011-2009 | 2014-2011 | 2015-2014 | 2016-2015 | 2017-2016 | 2018-2017 |           |           |

## المولودية بطل 2010
- في سنة 2010 تمكن النادي من الخروج من سلسلة دون تتويج دامت أكثر من 11 سنة، حيث تُوّجَ الفريق باللقب السابع في تاريخه بعد فوزه الكاسح على مولودية باتنة بنتيجة 4–0 بهدفَي الحاج بوقش ومحمد دراق.

## شخصيات النادي

### رؤساء النادي
| الرقم | الاسم                           | من        | إلى         |
| ----- | ------------------------------- | --------- | ----------- |
| 1     | عبد الرحمان عوف                 | 1921      | 1922        |
| 2     | أحمد قدور عوف                   | 1922      | 1923        |
| 3     | سعيد عكاوي                      | 1923      | 1924        |
| 4     | عبد الرحمان عوف                 | 1924      | 1927        |
| 5     | محمود بنصيام                    | 1927      | 1933        |
| 6     | محند طيار                       | 1933      | 1939        |
| 7     | عبد الله بنهابيس                | 1939      | 1969        |
| 8     | بغدادي بالعمان المعروف بـ فرحات | 1969      | 1975        |
| 9     | عبد القادر ظريف                 | 1975      | 1977        |
| 10    | بغدادي بالعمان المعروف بـ فرحات | 1976      | 1977        |
| 11    | عمر غريب                        | 2009      | 2013        |
| 12    | كامل عمروش                      | مارس 2013 | ديسمبر 2013 |
| 13    | بوجمعة بوملة                    | 2013      | 2014        |
| 14    | عمر حاج طالب                    | 2014      | 2015        |
| 15    | عبد الكريم ريسي وعاشور بتيروني  | 2015      | 2016        |
| 16    | عمر غريب                        | 2016      | 2017        |
| 17    | كامل قاسي سعيد                  | 2017      | حتى الآن    |

### أسماء من الذاكرة
| - عبد النور كعوا - عبد القادر غالام - محمد آيت موهوب - فوزي شاوشي - مروان عبدوني - محمد بن حمو - شعبان مرزقان - عبد الوهاب زنير - موسى كوليبالي - محمد عزوز | - عبد النور زمور - بوزيد محيوز - رضا بابوش - عبد الرحمن حشود - زبير عواج - طارق لعزيزي - ياسين سلطاني - زبير باشي - أنور باشطا - علي بن شيخ | - عيسى الدراوي - عامر بن علي - فيصل باجي - لخضر بلومي - فضيل حجاج - ناصر بويش - حسان طاهير - عمر بتروني - عبد القادر فيرود - عبد السلام بوسري | - عبد الحميد رحموني - رفيق صايفي - فضيل دوب - كريم براهام شاوش - عبد المالك شراد - الحاج بوقاش - نور الدين دهام - روبرتو أبلاي - ألبور جوردن - بوعلام برنكي | - فايسكا خوليو دا سيلفا - إدريسا دياكيتي |

### تشكيلة الفريق
ملاحظة: تشير الأعلام إلى المنتخب بحسب قواعد الأهلية المعتمدة من قبل الفيفا؛ تنطبق بعض الاستثناءات المحدودة. وقد يحمل اللاعبون أكثر من جنسية لا تعترف بها الفيفا.
| الرقم | البلد   | المركز | اللاعب          |
| ----- | ------- | ------ | --------------- |
| 1     | الجزائر | حارس   | فريد شعال       |
| 30    | الجزائر | حارس   | عثمان طوال      |
| 16    | الجزائر | حارس   | احمد بوطاقة     |
| 27    | الجزائر | مدافع  | عبد الرحمن حشود |
| 4     | الجزائر | مدافع  | عبد الحق صايلة  |
| 28    | الجزائر | مدافع  | محمد مرواني     |
| 13    | الجزائر | مدافع  | بلقاسم براهيمي  |
| 15    | الجزائر | مدافع  | نبيل لعمارة     |
| 5     | الجزائر | مدافع  | زيدان ميباراكو  |
| 20    | الجزائر | مدافع  | وليد علاتي      |
| 12    | الجزائر | وسط    | ميلود ربيعي     |

| الرقم | البلد   | المركز | اللاعب            |
| ----- | ------- | ------ | ----------------- |
| 7     | الجزائر | وسط    | شمس الدين حراق    |
| 18    | الجزائر | وسط    | مهدي الورتاني     |
| 17    | الجزائر | وسط    | وليد درارجة       |
| 8     | الجزائر | وسط    | عبد الرحمن بورديم |
| 24    | الجزائر | وسط    | عبد الله المؤذن   |
| 23    | الجزائر | مهاجم  | سامي فريوي        |
| 10    | الجزائر | مهاجم  | عبد المؤمن جابو   |
| 9     | الجزائر | مهاجم  | هشام نقاش         |
| 14    | الجزائر | مهاجم  | مهدي بن علجية     |

## ديربي الجزائر
ديربي الجزائر هو الاسم الذي يطلق على مباراة كرة القدم التي تجمع بين ناديي مولودية الجزائر واتحاد الجزائر من مدينة الجزائر. لعبت أول مواجهة بين الفريقين في 14 نوفمبر 1940. مولودية الجزائر يلعب في ملعب 5 جويلية 1962، واتحاد العاصمة يلعب في ملعب عمر حمادي. ويعتبر أقدم ديربي في الجزائر.

### تاريخ المواجهات الرسمية بين الفريقين
| المنافسة                           | اللقاء              | الملعب               | النتيجة       | سجل للمولودية                               | سجل للاتحاد                               |
| ---------------------------------- | ------------------- | -------------------- | ------------- | ------------------------------------------- | ----------------------------------------- |
| الكأس 1940-1941 (الدور الأول)      | المولودية - الاتحاد | ملعب عمر حمادي       | 1-4           | حاحاد 12'، 53'، قاسي 18'، عبدون 71'         | جاكنون 62'                                |
| الكأس 1948-1949 (دور 1/4)          | المولودية - الاتحاد | ملعب 20 أوت 1955     | 0-2           | حاحاد 49', المهداوي 64'                     |                                           |
| الكأس 1949-1950 (دور 1/8)          | المولودية - الاتحاد | ملعب 20 أوت 1955     | 1-5           | خليل 15', بنور 35', عازف 40', 55', دريش 87' |                                           |
| البطولة 1962-1963 (دوري جهوي)      | الاتحاد - المولودية | ملعب عمر حمادي       | 1-2           | العقون 9'                                   | مزياني 17', كريمو 40'                     |
| نهائي البطولة 1962-1963            | الاتحاد - المولودية | ملعب 20 أوت 1955     | 0-3           |                                             | بن تيفور 60', كريمو 73', برناوي 89'       |
| البطولة 1963-1964                  | المولودية - الاتحاد | ملعب عمر حمادي       | 0-3           | عواج 50', لموي 62' (ض.ج), لوصيف 70'         |                                           |
| البطولة 1963-1964                  | الاتحاد - المولودية | ملعب عمر حمادي       | 0-0           |                                             |                                           |
| البطولة 1964-1965                  | الاتحاد - المولودية | ملعب عمر حمادي       | 0-0           |                                             |                                           |
| البطولة 1964-1965                  | المولودية - الاتحاد | ملعب عمر حمادي       | 0-0           |                                             |                                           |
| البطولة 1965-1966                  | المولودية - الاتحاد | ملعب عمر حمادي       | 2-1           | بن علي 63'                                  | بوسلوب 74' (ض.م), برناوي 75'              |
| البطولة 1965-1966                  | الاتحاد - المولودية | ملعب عمر حمادي       | 3-1           | بن فضة 6', سعدي 25', لوصيف 68'              | بلبكري 53'                                |
| البطولة 1966-1967                  | الاتحاد - المولودية | ملعب عمر حمادي       | 3-1           | عليق 75', عمارة 76', لوصيف 88'              | زمور 65'                                  |
| البطولة 1966-1967                  | المولودية - الاتحاد | ملعب عمر حمادي       | 1-0           |                                             | سعدي 48'                                  |
| البطولة 1967-1968                  | المولودية - الاتحاد | ملعب عمر حمادي       | 1-3           | طهير 5', 33', لوصيف 30'                     | بلباكير 42'                               |
| البطولة 1967-1968                  | الاتحاد - المولودية | ملعب عمر حمادي       | 3-1           | بطروني 10', 50', طهير 76'                   | قيطون 48'                                 |
| موسم 1968-1969                     | درجة مختلفة         | درجة مختلفة          | درجة مختلفة   | درجة مختلفة                                 | درجة مختلفة                               |
| البطولة 1969-1970                  | المولودية - الاتحاد | ملعب عمر حمادي       | 1-2           | عمروس 40', طهير 74'                         | شلبي 89'                                  |
| البطولة 1969-1970                  | الاتحاد - المولودية | ملعب عمر حمادي       | 2-1           | مصباح 3', زروق 77'                          | قيطون 27'                                 |
| البطولة 1970-1971                  | الاتحاد - المولودية | ملعب عمر حمادي       | 2-2           | مصباح 21', 34'                              | عطوي 19', شلبي 54'                        |
| البطولة 1970-1971                  | المولودية - الاتحاد | ملعب عمر حمادي       | 2-1           | زروق 63'                                    | زروق 6'، شلبي 34'                         |
| نهائي كأس الجمهورية 1971           | المولودية - الاتحاد | ملعب 20 أوت 1955     | 0-2           | بطروني 5', باشي 36'                         |                                           |
| البطولة 1971-1972                  | الاتحاد - المولودية | ملعب براكني، البليدة | 3-1           | طهير 32', بطروني 78', 89'                   | حميسي 50'                                 |
| البطولة 1971-1972                  | المولودية - الاتحاد | ملعب عمر حمادي       | 1-0           |                                             | شلبي 39'                                  |
| نهائي كأس الجمهورية 1973           | المولودية - الاتحاد | ملعب 5 جويلية 1962   | 2-4           | باشي 36', كاوة 96', بوسري 106', بطروني 116' | عطوي 18', 120'                            |
| موسم 1973-1974                     | درجة مختلفة         | درجة مختلفة          | درجة مختلفة   | درجة مختلفة                                 | درجة مختلفة                               |
| البطولة 1974-1975                  | المولودية - الاتحاد | ملعب 5 جويلية 1962   | 0-3           | زنير 23', 40', بطروني 33'                   |                                           |
| البطولة 1974-1975                  | الاتحاد - المولودية | ملعب 5 جويلية        | 1-1           | عزوز 67' (ض.ج)                              | زيدان 76'                                 |
| كأس الجمهورية 1974-1975 (دور 1/16) | المولودية - الاتحاد | ملعب 5 جويلية 1962   | 0-1           | بوسري 87'                                   |                                           |
| البطولة 1975-1976                  | الاتحاد - المولودية | ملعب 5 جويلية 1962   | 1-1           | عزوز 27' (ض.ج)                              | كدّو 42'                                   |
| البطولة 1975-1976                  | المولودية - الاتحاد | ملعب 5 جويلية 1962   | 1-0           |                                             | قديورة 74'                                |
| البطولة 1976-1977                  | المولودية - الاتحاد | ملعب 5 جويلية 1962   | 1-1           | آيت حمودة 75'                               | قديورة 34'                                |
| البطولة 1976-1977                  | الاتحاد - المولودية | ملعب 5 جويلية 1962   | 2-1           | زنير 17', باشي 82'                          | علي مسعود 71'                             |
| كأس الجمهورية 1976-1977 (دور 1/8)  | الاتحاد - المولودية | ملعب 5 جويلية 1962   | 0-1           |                                             | درّاوي 93'                                 |
| البطولة 1977-1978                  | المولودية - الاتحاد | ملعب 5 جويلية        | 1-1           | بوسري 46'                                   | رابط 66'                                  |
| البطولة 1977-1978                  | الاتحاد - المولودية | ملعب 5 جويلية 1962   | 0-0           |                                             |                                           |
| البطولة 1978-1979                  | المولودية - الاتحاد | ملعب عمر حمادي       | 3-3           | بويش 14', زنير 84', باشي 86'                | قديورة 10', رابط 28', عمنوش 68'           |
| البطولة 1978-1979                  | الاتحاد - المولودية | ملعب عمر حمادي       | 2-1           | بطروني 25', بوسري 83' (ض.ج)                 | حبوش 58'                                  |
| البطولة 1979-1980                  | الاتحاد - المولودية | ملعب عمر حمادي       | 0-0           |                                             |                                           |
| البطولة 1979-1980                  | المولودية - الاتحاد | ملعب عمر حمادي       | 2-0           |                                             | شعبان 47', رابط 86'                       |
| موسم 1980-1981                     | درجة مختلفة         | درجة مختلفة          | درجة مختلفة   | درجة مختلفة                                 | درجة مختلفة                               |
| البطولة 1981-1982                  | الاتحاد - المولودية | ملعب 20 أوت 1955     | 0-0           |                                             |                                           |
| البطولة 1981-1982                  | المولودية - الاتحاد | ملعب عمر حمادي       | 1-2           | بوسري , خالف 87'                            | بوطمين 70'                                |
| كأس الجمهورية 1981-1982 (دور 1/4)  | المولودية - الاتحاد | ملعب 5 جويلية 1962   | 4-4 (0-3ض.ج)  | بوسري 29', 77', بلمو 30', محيوز 104'        | بوطمين 9', 82', قديورة 79', علي مسعود 91' |
| البطولة 1982-1983                  | المولودية - الاتحاد | ملعب 5 جويلية 1962   | 0-0           |                                             |                                           |
| البطولة 1982-1983                  | الاتحاد - المولودية | ملعب 5 جويلية 1962   | 1-2           | بوسري 85'                                   | عزوز 2', رابط 69'                         |
| موسم 1983-1984                     | درجة مختلفة         | درجة مختلفة          | درجة مختلفة   | درجة مختلفة                                 | درجة مختلفة                               |
| موسم 1984-1985                     | درجة مختلفة         | درجة مختلفة          | درجة مختلفة   | درجة مختلفة                                 | درجة مختلفة                               |
| البطولة 1985-1986                  | المولودية - الاتحاد | ملعب 5 جويلية 1962   | 1-4           | بوسري 31', 51', بن شيخ 64', بويش 65'        | لعليلي 56' (ض.ج)                          |
| البطولة 1985-1986                  | الاتحاد - المولودية | ملعب 5 جويلية 1962   | 1-1           | بلحاج 80'                                   | لعوادة 69'                                |
| كأس الجمهورية 1985-1986 (دور 1/32) | المولودية - الاتحاد | ملعب 20 أوت 1955     | 0-1           | صبار 84' (ض.ج)                              |                                           |
| كأس الجمهورية 1986-1987 (دور 1/32) | المولودية - الاتحاد | ملعب 5 جويلية 1962   | 0-1           | مخلوفي 64'                                  |                                           |
| البطولة 1987-1988                  | الاتحاد - المولودية | ملعب 5 جويلية 1962   | 1-1           | بويش                                        | بن خليدي                                  |
| البطولة 1987-1988                  | المولودية - الاتحاد | ملعب 5 جويلية 1962   | 1-1           | بويش                                        | فرحي                                      |
| البطولة 1988-1989                  | الاتحاد - المولودية | ملعب 5 جويلية 1962   | 2-1           | بلهوشات 8', 79'                             | بن خليدي 44'                              |
| البطولة 1988-1989                  | المولودية - الاتحاد | ملعب 5 جويلية 1962   | 0-2           | بلهوشات 66', معيش 83'                       |                                           |
| البطولة 1989-1990                  | الاتحاد - المولودية | ملعب عمر حمادي       | 0-0           |                                             |                                           |
| البطولة 1989-1990                  | المولودية - الاتحاد | ملعب 5 جويلية 1962   | 1-1           | عبد اللاوي 37' (ض.م)                        | حماز 17'                                  |
| موسم 1990-1991                     | درجة مختلفة         | درجة مختلفة          | درجة مختلفة   | درجة مختلفة                                 | درجة مختلفة                               |
| موسم 1991-1992                     | درجة مختلفة         | درجة مختلفة          | درجة مختلفة   | درجة مختلفة                                 | درجة مختلفة                               |
| موسم 1992-1993                     | درجة مختلفة         | درجة مختلفة          | درجة مختلفة   | درجة مختلفة                                 | درجة مختلفة                               |
| موسم 1993-1994                     | درجة مختلفة         | درجة مختلفة          | درجة مختلفة   | درجة مختلفة                                 | درجة مختلفة                               |
| موسم 1994-1995                     | درجة مختلفة         | درجة مختلفة          | درجة مختلفة   | درجة مختلفة                                 | درجة مختلفة                               |
| البطولة 1995-1996                  | الاتحاد - المولودية | ملعب عمر حمادي       | 0-1           |                                             | زكري                                      |
| البطولة 1995-1996                  | المولودية - الاتحاد | ملعب 5 جويلية 1962   | 0-1           | آيت الطاهر                                  |                                           |
| البطولة 1996-1997                  | المولودية - الاتحاد | ملعب 5 جويلية 19962  | 0-2           | طبال 11', دوب 89'                           |                                           |
| البطولة 1996-1997                  | الاتحاد - المولودية | ملعب 5 جويلية 1962   | 1-3           | دوب                                         | حاج عدلان ,، نازف (ض.م)                   |
| البطولة 1997-1998                  | الاتحاد - المولودية | ملعب 5 جويلية 1962   | 0-0           |                                             |                                           |
| البطولة 1997-1998                  | المولودية - الاتحاد | ملعب 5 جويلية 1962   | 1-0           |                                             | مهداوي                                    |
| البطولة 1998-1999                  | الاتحاد - المولودية | ملعب 5 جويلية 1962   | 2-2           | صايفي , قاسمي                               | حاج عدلان , حمدود                         |
| البطولة 1998-1999                  | المولودية - الاتحاد | ملعب 5 جويلية 1962   | 0-0           |                                             |                                           |
| كأس الجمهورية 1998-1999 (دور 1/2)  | الاتحاد - المولودية | ملعب 5 جويلية 1962   | 2-2 (ض.ج 5-4) | صايفي 14', رحموني 119'                      | حمداني 21' (ض.ج), ياسف 113'               |
| البطولة 1999-2000                  | الاتحاد - المولودية | ملعب 5 جويلية 1962   | 1-0           | بن زرقة                                     |                                           |
| البطولة 1999-2000                  | المولودية - الاتحاد | ملعب 5 جويلية 1962   | 1-0           |                                             | عباشة                                     |
| كأس الرابطة 1999-2000              | المولودية - الاتحاد | ملعب 5 جويلية 1962   | 0-1           | دوب                                         |                                           |
| البطولة 2000-2001                  | المولودية - الاتحاد | ملعب 5 جويلية 1962   | 0-0           |                                             |                                           |
| البطولة 2000-2001                  | الاتحاد - المولودية | ملعب 5 جويلية 1962   | 1-1           | بوراس                                       | عميرات                                    |
| البطولة 2001-2002                  | الاتحاد - المولودية | ملعب 5 جويلية 1962   | 1-2           | دوب                                         | بورحلي , غازي                             |
| البطولة 2001-2002                  | المولودية - الاتحاد | ملعب 5 جويلية 1962   | 0-0           |                                             |                                           |
| موسم 2002-2003                     | درجة مختلفة         | درجة مختلفة          | درجة مختلفة   | درجة مختلفة                                 | درجة مختلفة                               |
| البطولة 2003-2004                  | الاتحاد - المولودية | ملعب 5 جويلية 1962   | 1-3           | بن علي                                      | حمدود (ض.ج),(ض.ج), عشيو                   |
| البطولة 2003-2004                  | المولودية - الاتحاد | ملعب 5 جويلية 1962   | 1-0           |                                             |                                           |
| البطولة 2004-2005                  | المولودية - الاتحاد | ملعب 5 جويلية 1962   | 2-1           | دهام 7'                                     | ديالو 11', عشيو 26'                       |
| البطولة 2004-2005                  | الاتحاد - المولودية | ملعب 5 جويلية 1962   | 2-1           | دهام 26', 61'                               | دزيري 9'                                  |
| البطولة 2005-2006                  | المولودية - الاتحاد | ملعب 5 جويلية 1962   | 1-1           | بوزيد 17'                                   | إينيرامو 95'                              |
| البطولة 2005-2006                  | الاتحاد - المولودية | ملعب 5 جويلية 1962   | 0-1           |                                             | مترف 10'                                  |
| نهائي كأس الجمهورية 2006           | المولودية - الاتحاد | ملعب 5 جويلية 1962   | 1-2           | دهام 42', 50' (ض.ج)                         | دوكوري 79'                                |
| البطولة 2006-2007                  | الاتحاد - المولودية | ملعب 5 جويلية 1962   | 2-2           | باجي , كوليبالي                             | زيدان , بن سعيد                           |
| البطولة 2006-2007                  | المولودية - الاتحاد | ملعب 5 جويلية 1962   | 0-0           |                                             |                                           |
| نهائي كأس الجمهورية 2007           | المولودية - الاتحاد | ملعب 5 جويلية 1962   | 0-1           | حجاج 70'                                    |                                           |
| البطولة 2007-2008                  | الاتحاد - المولودية | ملعب 5 جويلية 1962   | 2-0           | باجي 26', يونس 40'                          |                                           |
| البطولة 2007-2008                  | المولودية - الاتحاد | ملعب القليعة         | 0-1           | كوليبالي                                    |                                           |
| البطولة 2008-2009                  | المولودية - الاتحاد | ملعب 20 أوت 1955     | 0-0           |                                             |                                           |
| البطولة 2008-2009                  | الاتحاد - المولودية | ملعب عمر حمادي       | 0-3           |                                             | دزيري 50', حميدي 56', 64'                 |
| البطولة 2009-2010                  | المولودية - الاتحاد | ملعب 5 جويلية 1962   | 0-0           |                                             |                                           |
| البطولة 2009-2010                  | الاتحاد - المولودية | ملعب 5 جويلية 1962   | 2-1           | دراق 44', سعيدون 73' (ض.م)                  | حميدي 93'                                 |
| كأس الجمهورية 2009-2010 (1/8)      | الاتحاد - المولودية | ملعب 5 جويلية 1962   | 3-0           | بدبودة 64', دراق 69', زماموش 92' (ض.ج)      |                                           |
| البطولة 2010-2011                  | المولودية - الاتحاد | ملعب 5 جويلية 1962   | 0-0           |                                             |                                           |
| البطولة 2010-2011                  | الاتحاد - المولودية | ملعب عمر حمادي       | 2-1           | زدام 5', سفيان 57'                          | مكلوش 58'                                 |
| البطولة 2011-2012                  | المولودية - الاتحاد | ملعب 5 جويلية 1962   | 0-1           | زدام 73'                                    |                                           |
| البطولة 2011-2012                  | الاتحاد - المولودية | ملعب 5 جويلية 1962   | -             |                                             |                                           |

## الإحصائيات
تحديث: 05/10/2019
| بعد الاستقلال             |         |         |      |      |     |     |      |      |       |
| الرابطة الأولى            | 53      | 7       | 1520 | 603  | 480 | 437 | 1927 | 1530 | +397  |
| الرابطة الثانية           | 5       | -أجل    | 128  | 79   | 36  | 13  | 246  | 85   | +161  |
| فترة الاستعمار            |         |         |      |      |     |     |      |      |       |
| الدرجة 1                  | 20      | 2       | 391  | 175  | 122 | 94  | 591  | 431  | +160  |
| الدرجة 2                  | 5       | -أجل    | 94   | 39   | 23  | 33  | 155  | 147  | +8    |
| الدرجة 3                  | 4       | -أجل    | 52   | 34   | 11  | 7   | 118  | 56   | +62   |
| الدرجة 4                  | 2       | -أجل    | 27   | 20   | 4   | 3   | 55   | 15   | +40   |
| الدرجة 5                  | 2       | -أجل    | 18   | 9    | 5   | 4   | 27   | 18   | +9    |
| إجمالي                    | 91      | 9       | 2228 | 957  | 682 | 593 | 3129 | 2291 | 838   |
| الكؤوس                    | المواسم | الألقاب | م    | ف    | ت   | ه   | له   | عليه | فرق   |
| بعد الاستقلال             |         |         |      |      |     |     |      |      |       |
| كأس الجزائر               | 55      | 8       | 198  | 130  | 33  | 35  | 360  | 145  | +215  |
| كأس الدوري                | 5       | 1       | 27   | 15   | 8   | 4   | 35   | 17   | +18   |
| الكأس الكبيرة             | 4       | 3       | 4    | 3    | 0   | 1   | 7    | 3    | +4    |
| فترة الاستعمار            |         |         |      |      |     |     |      |      |       |
| قطع الإدارات              | 16      | 2       | 47   | 32   | 2   | 13  | 108  | 46   | +62   |
| إجمالي                    | 80      | 14      | 276  | 180  | 43  | 53  | 510  | 208  | +299  |
| الدولية                   | المواسم | الألقاب | م    | ف    | ت   | ه   | له   | عليه | فرق   |
| بعد الاستقلال             |         |         |      |      |     |     |      |      |       |
| المنافسات الإفريقية       | 12      | 1       | 72   | 31   | 13  | 28  | 109  | 92   | +17   |
| المنافسات العربية         | 5       | -أجل    | 29   | 15   | 7   | 7   | 34   | 32   | +2    |
| المنافسات المغاربية       | 6       | 2       | 13   | 6    | 4   | 3   | 15   | 10   | +5    |
| فترة الاستعمار            |         |         |      |      |     |     |      |      |       |
| المنافسات في شمال إفريقيا | 7       | -أجل    | 16   | 7    | 2   | 7   | 24   | 19   | +5    |
| الإجمالي                  | 31      | 3       | 129  | 58   | 26  | 45  | 182  | 153  | +28   |
| الإجمالي العام            | 91      | 26      | 2634 | 1196 | 751 | 691 | 3821 | 2652 | +1166 |

## تتويجات النادي
| منافسات وطنية | منافسات دولية |
| --- | --- |
| - البطولة الوطنية : (8) - البطل :1972، 1975، 1976، 1978، 1979، 1999، 2010، 2024. - الوصيف : 1963، 1970، 1989. - كأس الجمهورية : (8) - البطل :1971، 1973، 1976، 1983، 2006، 2014,2007، 2016 - كأس السوبر : (4) - البطل : 2025،2006، 2014، 2007. - كأس الرابطة : (1) - البطل : 1998. | - دوري أبطال أفريقيا (1): - البطل : 1976. - الكأس المغاربية للأندية الفائزة بالكؤوس (2): - البطل : 1971، 1974. - الكأس المغاربية للأندية البطلة: - الوصيف : 1975. - كأس شمال أفريقيا للأندية البطلة : - الوصيف : 2010.                                                            |
| انجازات فردية | منافسات أخرى |
| - الكرة الذهبية الأفريقية: (1) - لخضر بلومي: 1981. - الكرة الفضية الأفريقية: (1) - علي بن شيخ: 1978. - الكرة البرونزية الأفريقية: (1) - علي بن شيخ: 1976. - هداف الدوري: (9 مرات) - عبد السلام بوسري (5): 1973، 1978، 1979، 1982، 1983. - حسان طاهير (1): 1972. - عمر بطروني (1): 1974. - ناصر بويش (1): 1980. - حاج بوقش (1): 2010. - مصطفى جاليت (1): 2013. - أفضل لاعب في البطولة: - رفيق صايفي: 1999. - نور الدين دهام: 2006. - أفضل حارس في الجزائر: - مروان عبدوني: 2006. - أفضل لاعب أجنبي في الجزائر: - دريسا دياكيتي: 2005. | - احتفالية 75 سنة من تأسيس نادي ريال مدريد: - نصف النهائي (المرتبة الثالثة): 1977. - كأس ميلادي لكرة القدم: (2) - البطل: 1955، 1956. - البطولة الوطنية : - القسم الخامس : - البطل:1923. - القسم الرابع: - البطل:1928. - القسم الثالث: - البطل:1931. - القسم الثاني: - البطل:1936. |

### ألقاب النادي الدولي
توج نادي مولودية الجزائر بدوري أبطال إفريقيا سنة 1976 والكأس المغاربية للأندية الفائزة بالكؤوس سنتي 1971 و1974.
كما شارك النادي في دورة إحتفالية من نادي ريال مدريد بمناسبة مرور 75 سنة على تأسيسه أين حل في المرتبة الثالثة.

## وصلات خارجية
- مولودية الجزائر على موقع Google Play (الإنجليزية)
- موقع مشجعي نادي المولودية
- أخبار وقائمة اللاعبين في موقع ڨووول
- أخبار النادي في موقع كورة
- مولودية الجزائر.. النّادي الذي وُلد في ذكرى المولد النبوي

## الملاحظات
1. ↑  في ظل الاستعمار الفرنسي للجزائر
2. ↑  الذي كان يُعرف بنادي المعمرين
3. ↑  نادي مسلم
4. ↑  هاتريك
5. ↑  عمر حمادي حاليًا
6. ↑  فريق فرنسي
7. ↑  ملعب عمر حمادي حاليًا